# Hanășești
Hanășești falu Romániában, Erdélyben, Fehér megyében.

## Fekvése
Felsőgirda mellett fekvő település.

## Története
Hanăşeşti az Erdélyi-szigethegység környékének magasabban fekvő településeire jellemző elszórt, párházas településeinek egyike, amely korábban Felsőgirda része volt. A falu 1956 körül vált külön településsé 185 lakossal.
1966-ban 278, 1977-ben 137, 1992-ben 112, a 2002-es népszámláláskor pedig 96 román lakosa volt.